# 12. rujna
12. rujna (12. 9.) 255. je dan godine po gregorijanskom kalendaru (256. u prijestupnoj godini).
Do kraja godine ima još 110 dana.

## Događaji
- 1683. –Izbio ustanak u Kotarima pod vodstvom Ilije Jankovića.[1]
- 1888. – Dogodio se sukob između cara Franje Josipa I. i đakovačkog biskupa Josipa Jurja Strossmayera poznat pod nazivom bjelovarska afera.
- 1968. – čovjek je prvi puta pretrčao 200 m za manje od 20 sekundi - 19,92 sec: John Carlos, USA, američke kvalifikacije za Olimpijske igre 1968., u Echo Summitu, USA.
- 1991. – Srpske snage pogodile Vinkovce s preko 500 projektila, nakon ultimatuma zapovjednika vojarne kapetana Đorđevića koji je najavio da će Vinkovce sravniti sa zemljom.

| - 1842. – Marianne Brandt, austrijska operna pjevačica († 1921.) - 1875. – Dragutin Domjanić, hrvatski pjesnik († 1933.) - 1877. – Franjo Poljak, hrvatski političar († 1939.) - 1882. – Mate Garković, hrvatski biskup († 1968.) - 1894. – Dubravko Dujšin, hrvatski glumac († 1947.) - 1909. – Ivica Belošević, hrvatski nogometaš († 1987.) - 1913. – Jesse Owens, američki atletičar († 1980.) - 1921. – Stanisław Lem, poljski književnik († 2006.) - 1949. – Irina Rodnina, ruska klizačica - 1951. – Joe Pantoliano, američki filmski i televizijski glumac - 1952. – Neil Peart, kanadski bubnjar († 2020.) - 1957. – Hans Zimmer, njemački skladatelj i glazbeni producent - 1961. – Mylene Farmer, francuska pjevačica - 1980. – Yao Ming, kineski košarkaš - 1981. – Marijan Buljat, hrvatski nogometaš - 1991. – Thomas Meunier, belgijski nogometaš - 1997. – Sydney Sweeney, američka glumica | - 1185. – Andronik I. Komnen, bizantski car (* 1118.) - 1612. – Vasilije I. posljednji ruski monarh iz dinastije Rurjikovič (* 1552.) - 1683. – Juraj Križanić, hrvatski pisac i političar (* 1618.) - 1990. – Ivica Kurtini, hrvatski vaterpolist (* 1922.) - 2003. – Johnny Cash, američki country pjevač (* 1932.) - 2012. – Sid Watkins, britanski neurokirurg (* 1928.) |

## Blagdani i spomendani
- Dan grada Čabra
- Ime Marijino